# George Calnan
George Charles Calnan (ur. 18 stycznia 1900 w Bostonie, zm. 4 kwietnia 1933 w Barnegat) – amerykański szermierz, trzykrotny medalista olimpijski.
Na igrzyskach olimpijskich w Antwerpii w 1920 roku odpadł w pierwszej rundzie floretu indywidualnego. Na rozgrywanych cztery lata później igrzyskach olimpijskich w Paryżu we florecie drużynowym Amerykanie dotarli do ćwierćfinałów, a indywidualnie Calnan odpadł w półfinale. Startował tam również w szpadzie, indywidualnie odpadając w ćwierćfinałach, a drużynowo w półfinałach. Następnie zdobył brązowy medal w szpadzie indywidualnej na igrzyskach olimpijskich w Amsterdamie w 1928 roku. W barażach o cztery pierwsze miejsca wzięli udział Georges Buchard, Lucien Gaudin, George Calnan i Léon Tom. Calnan wygrał dwa pojedynki i dwa przegrał, plasując się ostatecznie za Gaudinem i Buchardem. Drużynowo Amerykanie zajęli piąte miejsce. Startował też we florecie, zajmując piąte miejsce drużynowo, a indywidualnie odpadając w półfinale. Brał również udział w igrzyskach olimpijskich w Los Angeles w 1932 roku, gdzie Amerykanie w składzie: George Calnan, Richard Steere, Joseph Levis, Dernell Every, Hugh Alessandroni i Frank Righeimer zdobyli brąz we florecie drużynowym. Wspólnie z Gustave'em Heissem, Frankiem Righeimerem, Tracyem Jaeckelem, Curtisem Shearsem i Miguelem De Caprilesem był też trzeci w szpadzie drużynowej. Ponadto był siódmy w szpadzie indywidualnej, wygrywając sześć z jedenastu pojedynków rundy finałowej.
Podczas IO 1932 składał ślubowanie olimpijskie
Nie zdobył medalu mistrzostw świata.
Był oficerem United States Navy, do której trafił po ukończeniu akademii morskiej United States Naval Academy (dosłużył się stopnia porucznika). Znalazł się wśród 73 ofiar katastrofy sterowca USS Akron (ZRS-4). W 1963 został pośmiertnie wprowadzony do galerii sław US Fencing Hall of Fame.